# Саратога (Вайоминг)
Саратога (англ. Saratoga, Wyoming) — город, расположенный в округе Карбон (штат Вайоминг, США) с населением в 1726 человек по статистическим данным переписи 2000 года.

## Общие сведения
Город Саратога является местом проведения Кубка Стэнли — официальных соревнований среди пивоваров штата Вайоминг. Кубок разыгрывается в августе каждого года на небольшом острове Ветеранс-Айленд-Парк — излюбленном месте отдыха местных жителей.
Аналогично многим другим небольшим городкам Саратога стал определённого рода жертвой внедрения процессов автоматизации производства в промышленности. В 2003 году закрылась большая лесопилка, которая была крупнейшим частным предприятием города, обеспечивающим наибольшее количество рабочих мест для его жителей. В настоящее время население города в основном занято работой на двух некоммерческих объектах — в филиале Лесной службы США и в средней школе № 2 округа Карбон.

## География
По данным Бюро переписи населения США город Саратога имеет общую площадь в 9,32 квадратных километров, из которых 8,81 кв. километров занимает земля и 0,52 кв. километров — вода. Площадь водных ресурсов округа составляет 5,58 % от всей его площади.
Город Саратога расположен на высоте 2070 метров над уровнем моря.

## Демография
По данным переписи населения 2000 года в Саратоге проживало 1726 человек, 482 семьи, насчитывалось 757 домашних хозяйств и 939 жилых домов. Средняя плотность населения составляла около 195 человек на один квадратный километр. Расовый состав Саратоги по данным переписи распределился следующим образом: 95,42 % белых, 0,81 % — коренных американцев, 0,70 % — азиатов, 0,06 % — выходцев с тихоокеанских островов, 1,33 % — представителей смешанных рас, 1,56 % — других народностей. Испаноговорящие составили 4,11 % от всех жителей города.
Из 757 домашних хозяйств в 27,9 % — воспитывали детей в возрасте до 18 лет, 52,4 % представляли собой совместно проживающие супружеские пары, в 7,3 % семей женщины проживали без мужей, 36,3 % не имели семей. 31,8 % от общего числа семей на момент переписи жили самостоятельно, при этом 12,8 % составили одинокие пожилые люди в возрасте 65 лет и старше. Средний размер домашнего хозяйства составил 2,23 человек, а средний размер семьи — 2,79 человек.
Население города по возрастному диапазону по данным переписи 2000 года распределилось следующим образом: 23,1 % — жители младше 18 лет, 5,2 % — между 18 и 24 годами, 25,3 % — от 25 до 44 лет, 28,9 % — от 45 до 64 лет и 17,6 % — в возрасте 65 лет и старше. Средний возраст жителей составил 43 года. На каждые 100 женщин в Саратоге приходилось 100,9 мужчин, при этом на каждые сто женщин 18 лет и старше приходилось 101,2 мужчин также старше 18 лет.
Средний доход на одно домашнее хозяйство в городе составил 37 135 долларов США, а средний доход на одну семью — 45 362 доллара. При этом мужчины имели средний доход в 32 446 долларов США в год против 20 489 долларов среднегодового дохода у женщин. Доход на душу населения в городе составил 23 376 долларов в год. 8,4 % от всего числа семей в округе и 10,0 % от всей численности населения находилось на момент переписи населения за чертой бедности, при этом 10,0 % из них были моложе 18 лет и 12,2 % — в возрасте 65 лет и старше.